# 欧拜讷
欧拜讷（法語：Aubaine，法語發音：[obɛn] ⓘ）是法国科多尔省的一个市镇，属于博讷区。

## 地理
欧拜讷（47°8'13"N, 4°43'3"E）面积16.21 平方千米，位于法国勃艮第-弗朗什-孔泰大區科多尔省，该省份为法国中东部省份，北起奥布省，西接涅夫勒省和约讷省，南至索恩-卢瓦尔省，东南接汝拉省，东临上索恩省，东北部与上马恩省接壤。
与欧拜讷接壤的市镇（或旧市镇、城区）包括：昂特伊、乌什河畔托雷、乌什河畔沃韦、绍姆地区贝塞、乌什河畔布利尼、布扬、克吕热。

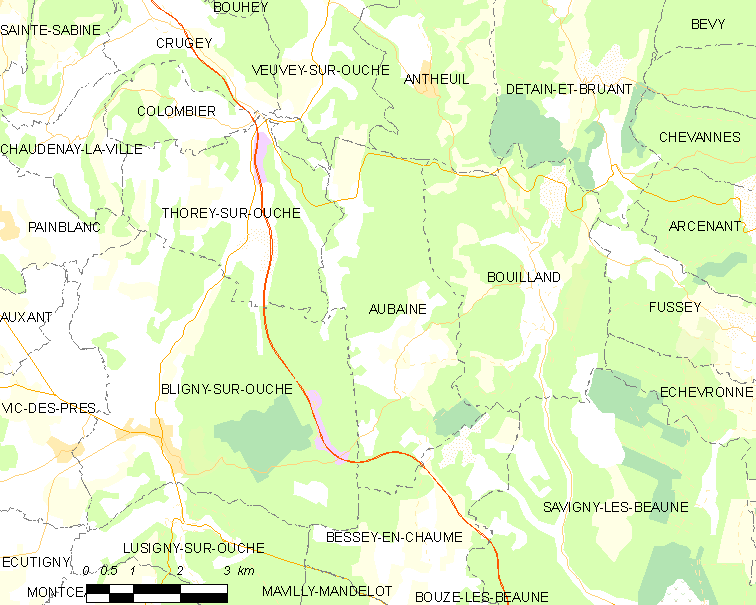
欧拜讷的OSM定位图

欧拜讷的时区为UTC+01:00、UTC+02:00（夏令时）。

## 行政
欧拜讷的邮政编码为21360，INSEE市镇编码为21030。

## 政治
欧拜讷所属的省级选区为阿尔奈勒迪克县。

## 人口

1962-2008年间欧拜讷人口变化图示

欧拜讷于2022年1月1日时的人口数量为89人。